# Акцент
Акцентът представлява фонетична и интонационна особеност в говора на даден човек, която се е получила под влияние на неговия майчин език или диалект и поради която неговото произношение се различава от преобладаващото в обкръжението му. Отделните диалекти и езици често се различават по особеностите на фонемите в тях, а също и по своята интонация и вид на ударението. Затова човек още от детската си възраст усвоява определени говорни навици, които не му позволяват да говори чисто друг диалект или език. Акцент може да придобие и говорещ на собствения си език повлиян от чужд език.
Така например по акцента е много лесно е да се разпознае националността на французин, който говори на английски език или руснак, който говори български. Понякога по акцента може да се разпознае и диалектният произход на говорещия. Така например за много от селата в източна България е обичайно да се извършва редукция на неударената полуотворена предна незакръглена гласна /ɛ/ изписвана като „е“ до затворена предна незакръглена гласна /i/, например /idni/ вместо /ɛdni/, /mlikar/ вместо /mlekar/ и т.н. Това е навик, който трудно се отвиква и издава произхода. В западните български говори от друга страна не е приета и редукцията на неударената полуотворена задна закръглена гласна /ɔ/ изписвана като „о“ до полузатворена задна закръглена гласна /o/ (макар че тази редукция е книжовната норма). Това също издава произхода и е един от факторите за наличие на социално противопоставяне „столичанин/провинциалист“.
Трябва да се прави разлика между акцентни и диалектни особености в говора на даден човек. Така например „екането“, т.е. използването на полуотворената предна незакръглена гласна /ɛ/ в думи като /mlɛkɔ/ и /xlɛp/, не е акцентна, а диалектна особеност. Акцентът се дължи на фонетични затруднения, които човек трудно може да преодолее дори и при желание, докато изговорът на /mlɛkɔ/ вместо /mljakɔ/ не се дължи на това, че говорещият не умее да произнася /ja/ вместо /ɛ/.
По аналогия с езиковото понятие, в изкуството, архитектурата и модата, „акцент“ може да се нарече някоя силно привличаща вниманието фигура или елемент от творбата, например ярка вратовръзка на фона на тъмен костюм или кула, издигаща се над останалата част на сградата.